# 松崎港

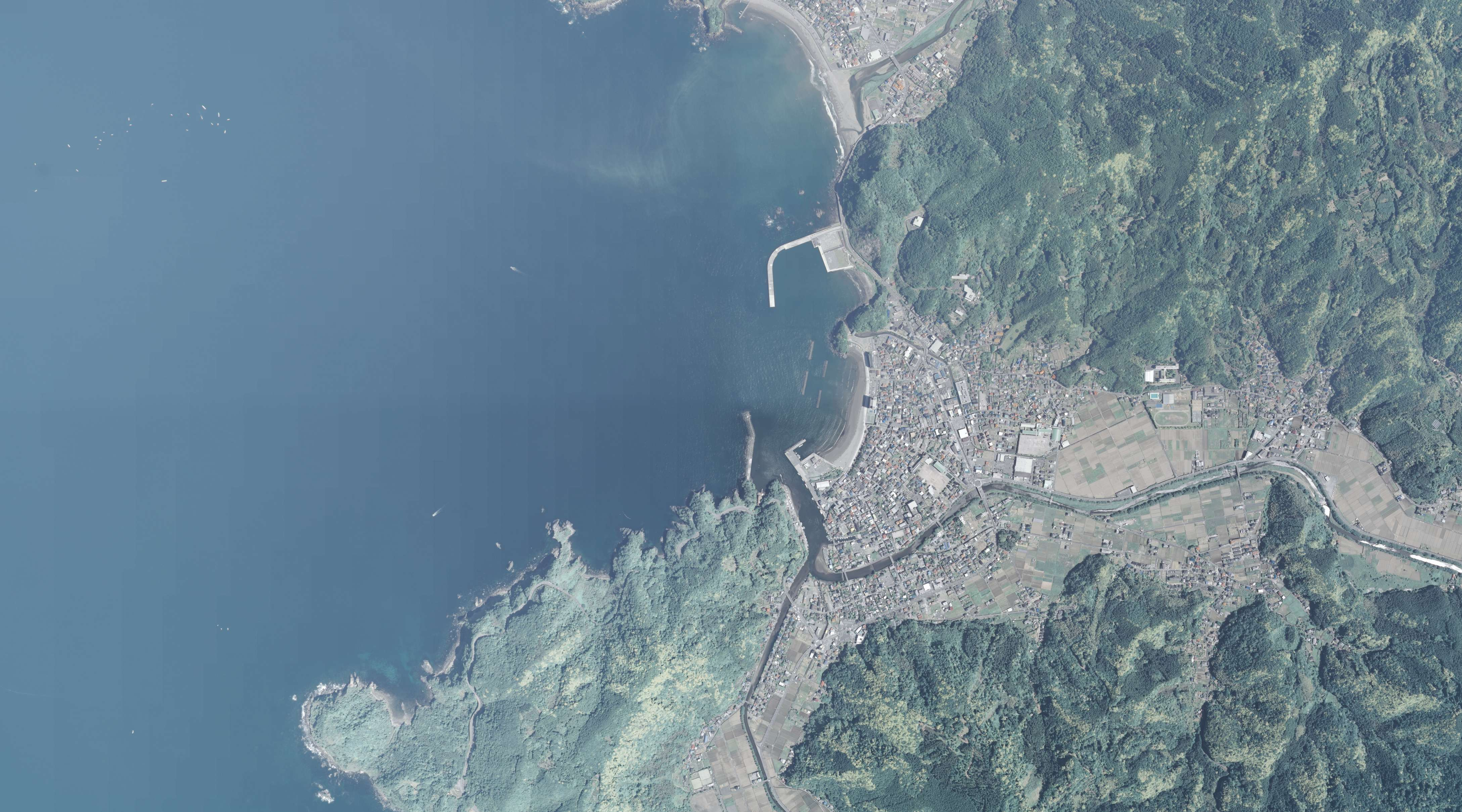
2011年撮影の航空写真。出典:『国土交通省「国土画像情報（カラー空中写真）」（配布元：国土地理院地図・空中写真閲覧サービス）』

松崎港（まつざきこう）は、静岡県賀茂郡松崎町にある地方港湾。管理者は静岡県下田土木事務所。

## 概要
港内の北側に水深6.0m・延長130mの新港岸壁、南側に高速船の発着していた水深3.0m・延長35mの松崎桟橋がある。
那賀川と岩科川が駿河湾の近くで合流しており、その河口右岸を活用している河口港である。
2015年度の発着数は924隻（24,208総トン）、うち外航商船3隻（9,160総トン）である。

## 歴史
伊豆半島西海岸は陸路の交通が不便なため相対的に海運が発達し、当港も大型の帆船が出入してきた。中世には伊豆水軍の渡辺氏の船溜として利用されていたと見られる。江戸時代には、カツオや鰹節、イグサ、年貢米などが上方や江戸に出荷された。天保12年（1841年）の韮山代官宛の文書によれば、300石積み以上の廻船7隻が松崎港と上方や江戸を往復していた。
1882年には沼津港との、次いで清水港とも定期航路が開設され、近海漁業や後背地の採石場からの石材搬出、波勝崎などへの観光客運送などを担う拠点となった。1952年に地方港湾として指定されている。1962年には導流堤と無人灯台が設置された。
1960年代から自家用車が普及すると当地の交通の中心の座を譲るようになった。1974年には伊豆箱根鉄道の西伊豆航路にこばるとあろーが就航し、土肥港や堂ヶ島を経由して沼津港までの所要時間が最短1時間20分となったが、2003年に廃止された。2000年には、沼津港とともに特定地域振興重要港湾に指定されている。
静岡県の「駿河湾港アクションプラン」の中で、清水港や土肥港、大井川港との間に旅客船の航路を設ける事が検討されている。